# Pioniersoort

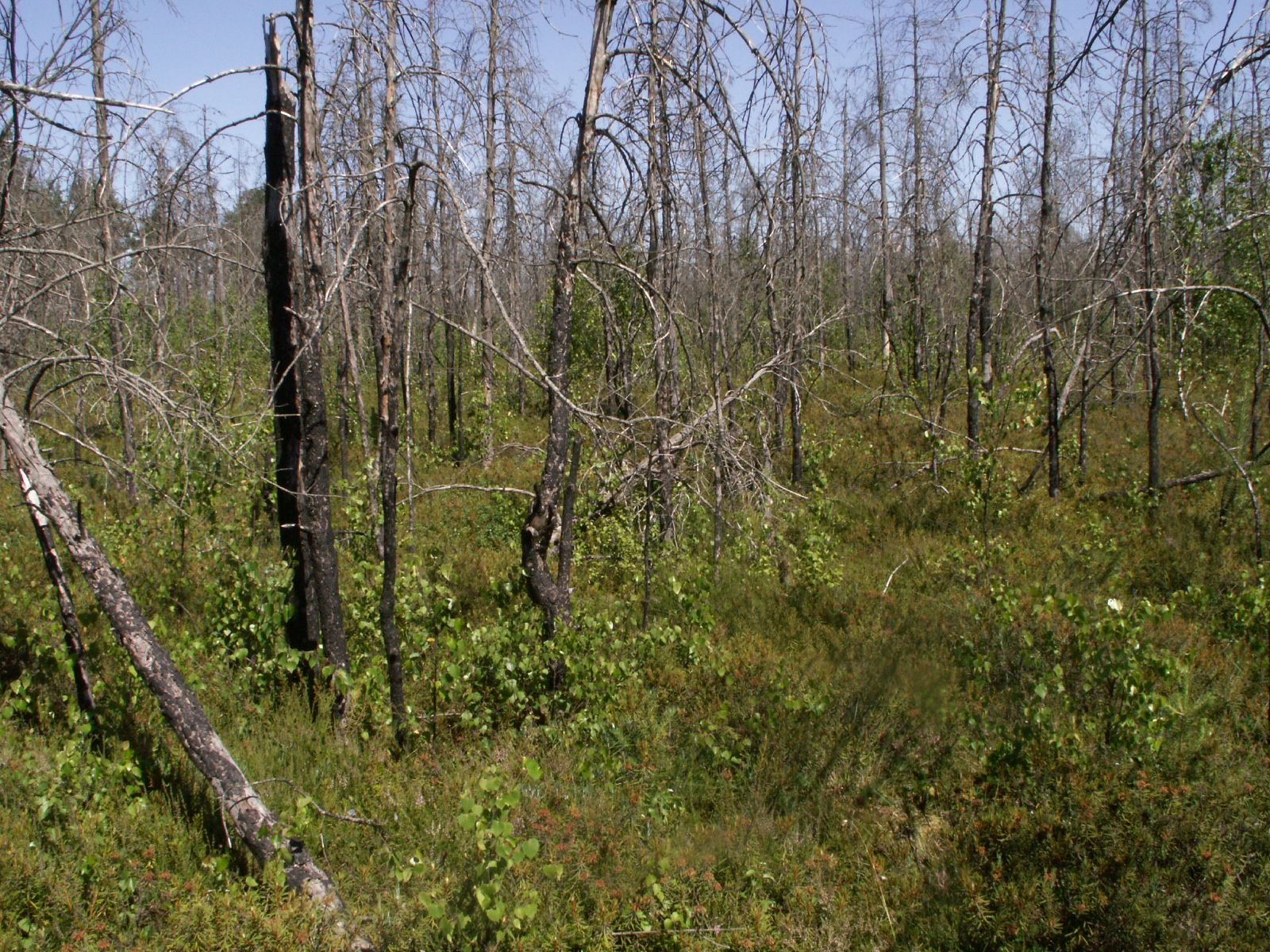
Zachte berk als pioniersoort in een recent afgebrand bos

Een pioniersoort is een soort die een meestal leeg of bijna leeg gebied koloniseert waar het niet eerder voorkwam. Een pioniersoort kan een plant of dier zijn, maar ook bijvoorbeeld een bacterie, alg of korstmos. De vestiging van pioniersoorten is meestal de eerste stap in ecologische successie.
Pionieersoorten zijn vaak specialisten in het innemen van een kaal gebied; ze hebben over het algemeen een korte levenscyclus en vermeerderen zich snel.
Pionierplanten hebben veelal diepe wortels en relatief grote bladeren. Er wordt veel en licht zaad geproduceerd, waardoor het gemakkelijk verspreid geraakt, en vertoont een lange kiemkracht om bij verstoring de vrijgekomen plaats te kunnen innemen. Kruidachtige pionierplanten zijn meestal eenjarig. Ze worden typisch als onkruid ervaren.
Met pionierbegroeiing worden meestal de eerste planten bedoeld die op pas ontstane terreinen voorkomen. Het kan gaan om stukken land van opgespoten grond, recent drooggevallen of afgebrand land, nieuwe eilanden ontstaan door vulkanische activiteit, enz. De pioniervegetatie ontstaat in opeenvolgende reeksen, waarbij de vorige adventiefsoort aanwezig moet zijn om de volgende toe te laten. De zaden van deze vegetatie komen meestal via de wind, door aanspoeling of door menselijke activiteit.
Pionierplanten worden gewoonlijk na verloop van tijd weggeconcurreerd door meer specialistische vegetatie, al dan niet door zelfinhiberende processen en facilitatie. Onder natuurlijke omstandigheden kunnen pionierssoorten standhouden bij steeds weer voorkomende storing zoals brand of verhoogde waterstanden. Bij stabiele omstandigheden zou alles immers tot een climaxvegetatie leiden.
Ook onder de dieren komen pioniersoorten voor die snel open gebieden kunnen koloniseren.
Voorbeelden van pionierplanten in Europa zijn:
- Berk
- Borstelbies
- Dwergbloem
- Draadgentiaan
- Dwergrus
- Dwergvlas
- Dwergzegge
- Greppelrus
- Helmgras
- Klaproos
- Kortarige zeekraal
- Moerasandijvie
- Smalle weegbree
- Straatgras
- Varkensgras
- Wilg
- Wilgenroosje

## Regenwoud
Pioniersoorten spelen een grote rol in de vorming van secundaire begroeiing na het kappen van regenwoud, zoals in Suriname, waar het kapoeweri wordt genoemd. 
Jonge kapoeweri is kruidachtig, maar er komen al snel boomsoorten. Soorten zoals Cecropia spp. zijn enigszins 'berucht' als pionierbomen. Er zijn een aantal opmerkelijke verschillen tussen pionierboomsoorten en primaire oerwoudsoorten.
| Kenmerk              | Pionier                                     | Primair oerwoud                                          |
| -------------------- | ------------------------------------------- | -------------------------------------------------------- |
| Groei                | Nieuwe groei na verwoesting                 | Voortdurende groei, plaatselijk versneld op open plekken |
| Kieming              | Na lange rust; vindt plaats in licht.       | Onmiddellijk; vindt plaats in schaduw.                   |
| Zaden                | Vaak klein                                  | Vaak groot                                               |
| Hoogtegroei          | Snel                                        | Zaailingen moeten vaak jaren wachten                     |
| Verspreiding         | Snel en ver (vaak door wind); droge vrucht. | Zeer beperkt, meestal door vruchtenetende dieren         |
| Verjonging           | Meestal geen; beperkte levensduur           | Voortdurend, vaak in gelaagd bos; lange levensduur       |
| Invloed van buitenaf | Erg gevoelig                                | Afgesloten kringloop                                     |
| Bestuiving           | Door generalisten                           | Vaak gespecialiseerd op de archaïsche bloemen            |
| Stabiliteit          | Weinig stabiel en dynamisch                 | Zeer stabiel                                             |
| Ziekteverspreiding   | Erg gevoelig                                | Tamelijk ongevoelig                                      |